# Cantonul Yerville
Cantonul Yerville este un canton din arondismentul Rouen, departamentul Seine-Maritime, regiunea Haute-Normandie, Franța.

## Comune
| Comune                     | Populație (1999) | Cod poștal | Cod INSEE |
| -------------------------- | ---------------- | ---------- | --------- |
| Ancretiéville-Saint-Victor | 272              | 76760      | 76010     |
| Auzouville-l'Esneval       | 354              | 76760      | 76045     |
| Bourdainville              | 319              | 76760      | 76132     |
| Cideville                  | 276              | 76570      | 76174     |
| Criquetot-sur-Ouville      | 610              | 76760      | 76198     |
| Ectot-l'Auber              | 430              | 76760      | 76227     |
| Ectot-lès-Baons            | 383              | 76970      | 76228     |
| Étoutteville               | 439              | 76190      | 76253     |
| Flamanville                | 343              | 76970      | 76264     |
| Grémonville                | 393              | 76970      | 76325     |
| Hugleville-en-Caux         | 290              | 76570      | 76370     |
| Lindebeuf                  | 283              | 76760      | 76387     |
| Motteville                 | 730              | 76970      | 76456     |
| Ouville-l'Abbaye           | 553              | 76760      | 76491     |
| Saint-Martin-aux-Arbres    | 283              | 76760      | 76611     |
| Saussay                    | 307              | 76760      | 76668     |
| Vibeuf                     | 533              | 76760      | 76737     |
| Yerville                   | 2.170            | 76760      | 76752     |